# تيم شامبرز
تيم شامبرز (بالإنجليزية: Tim Chambers)‏ هو لاعب كرة قاعدة أمريكي، ولد في 27 يناير 1965 في كلارمور في الولايات المتحدة، وتوفي في 27 أكتوبر 2019 في Summerlin Hospital ‏ في الولايات المتحدة.